# Helle Merete Sørensen
Helle Merete Sørensen (født 21. februar 1946, død 19. november 2023) var en dansk skuespillerinde.
Hun blev uddannet fra Odense Teater i 1971, men debuterede allerede i 1970 i teaterudgaven af Nøddebo Præstegård. Hun læste hos skuespillerinden Else Højgaard.
I tv medvirkede hun blandt andet i serierne Huset på Christianshavn, En by i provinsen, Antonsen, Bryggeren, TAXA, Hvide løgne og Nikolaj og Julie.
Helle Merete Sørensen var endvidere tilknyttet lydbogsforlaget Momo - Skuespillernes Lydbogsværksted, hvor hun indlæste flere lydbøger.

## Udvalgt filmografi
Film
| År   | Titel                       | Rolle                                        | Noter       |
| ---- | --------------------------- | -------------------------------------------- | ----------- |
| 1972 | Takt og tone i himmelsengen | bryllupsgæst                                 |             |
| 1972 | Nu går den på Dagmar        | Dagmar                                       | titelrollen |
| 1975 | Familien Gyldenkål          | Blaskenbergs stuepige                        |             |
| 1975 | Piger i trøjen              | Vibsen                                       |             |
| 1976 | Piger i trøjen 2            | Vibeke Margrethe Nielsen (Vibsen), konstabel |             |
| 1977 | Piger til søs               |                                              |             |
| 1977 | Nyt legetøj                 | Laila, Ullas vendinde                        |             |
| 1980 | Øjeblikket                  | Anne                                         |             |
| 1988 | Guldregn                    | Jørns mor                                    |             |
| 1991 | Drengene fra Sankt Petri    | Ingeborg Balstrup (drengenes mor)            |             |
| 2001 | En kærlighedshistorie       | Annette                                      |             |
| 2006 | Drømmen                     | Lindum-Svendsens kone                        |             |
| 2009 | Velsignelsen                | Andreas' mor                                 |             |
| 2011 | Dreng                       | Birgit, Christians mor                       |             |

Tv-serier
| År          | Titel                       | Rolle                           | Afsnit    |
| ----------- | --------------------------- | ------------------------------- | --------- |
| 1976        | Huset på Christianshavn     | Mette                           | Nr. 69    |
| 1977        | En by i provinsen           | Vivian Parsberg                 | Nr. 2     |
| 1981        | Krigsdøtre                  | Hanne                           | Nr. 2-3   |
| 1984        | Anthonsen                   | journalistens kone              | Nr. 1     |
| 1986        | Guldregn                    | Jørns mor                       |           |
| 1992        | Parløb                      | Marianne, forlagsredaktør       |           |
| 1990        | Begær, lighed og broderskab | Karen Iversen, Arnes kone       | Nr. 1     |
| 1992        | Mørklægning                 | Lane Lauridsen, skuespillerinde | Nr. 1     |
| 1997        | Bryggeren                   | konsulinde Winge                | Nr. 3     |
| 1997        | TAXA                        | Rikkes mor                      | Nr. 7     |
| 1998        | Strisser på Samsø           | Birgitte Olsen                  | Nr. 12    |
| 1998 - 2001 | Hvide løgne                 | Lone Møller                     |           |
| 1999        | Dybt vand                   | byrådsmedlem                    |           |
| 2003        | Nikolaj og Julie            | Ulla                            | Nr. 11-12 |
| 2010        | Lærkevej                    | Ruth                            | Nr. 19    |